# Digapahandi
Digapahandi är en ort i Indien.   Den ligger i distriktet Ganjām och delstaten Odisha, i den sydöstra delen av landet, 1 300 km sydost om huvudstaden New Delhi. Digapahandi ligger 73 meter över havet och antalet invånare är 11 166.
Terrängen runt Digapahandi är platt norrut, men söderut är den kuperad. Runt Digapahandi är det tätbefolkat, med 442 invånare per kvadratkilometer. Digapahandi är det största samhället i trakten. Omgivningarna runt Digapahandi är en mosaik av jordbruksmark och naturlig växtlighet.